# 타워 트랜싯 싱가포르
타워 트랜싯 싱가포르(영어: Tower Transit Singapore)는 싱가포르의 버스 운송 업체이고, 2016년 5월 29일에 운영을 시작했으며 트랜싯 시스템즈의 자회사에 해당된다.

## 역사
2014년 10월, Land Transport Authority는 새로운 버스 계약 모델의 일환으로 Bukit Batok, Clementi 및 Jurong East 버스 인터체인지를 기반으로 Jurong West의 Bulim Bus Depot에서 26개 노선을 운영 할 것을 입찰에 요청했다.
2015년 5월, Land Transport Authority는 Bulim Bus Depot을 기반으로 하는 서비스와 함께 2016년 5월에 시작할 운영 계약을 타워 트랜싯 싱가포르에 수여했다.2015년 7월 31일, Land Transport Authority는 Bulim Bus Depot을 타워 트랜싯 싱가포르에 넘겨 주었으며,이를 통해 창고 설치 작업과 직원 교육 등의 준비를 더 일찍 수행할 수 있었다.
2015년 12월 6일, Bulim Bus Depot은 MP가 Hong Kah North, Amy Khor 및 당시 Tower Transit의 CEO 인 Adam Leishman을 위해 공식적으로 개장했다. 대중들이 창고를 둘러보고 타워 트랜짓에 대해 더 많이 알 수 있도록 Bulim Carnival Day도 같은 날에 열렸다.
Tower Transit Singapore는 2016년 5월 29일에 운행을 재개하였다.
2016년 12월 10일 타워 트랜싯 싱가포르는 직원에게 여가 여행을 제공 한 싱가포르 최초의 버스 운영사가 되었다. Kumaran은 SMRT 버스에서 16년 만에 5월에 Tower Transit Singapore에 합류했다. 탁월한 서비스로 가장 큰 상을 받았다. 런던 왕복 티켓 한 쌍과 SGD 4,500 상당의 5박 숙박 시설이다.
2017년 2월 13일에 타워 트랜싯 싱가포르는 발렌타인 데이를 기념하는 싱가포르 최초의 버스 운영사가 되었다. 타워 트랜짓 버스는 모두 버스의 EDS (Electronic Destination Signages)에 해피 발렌타인 데이를 프로그램 했으며 Tower Transit에서 일하는 부부에 관한 더 뉴 페이퍼에 기사를 실었다.
2017년 3월 1일 Tower Transit Singapore는 66, 97, 106번 노선에서 운행하는 100대의 버스에 시그니처 향을 선보였다. 타워 트랜싯은 싱가포르에서 이러한 계획을 세운 최초의 버스 운영사이다.
2017년 3월 8일 Tower Transit Singapore는 세계 여성의 날을 기념하는 최초의 버스 운영사가 되었다.
2017년 3월 13일 타워 트랜싯 싱가포르는 6개월의 시험 기간 동안 싱가포르 최초의 3도어 2층 버스를 운영하기 시작했다.
2020년 9월 30일, 육상 운송 청은 셈 바왕-이슌 버스 패키지를 타워 트랜싯 싱가포르로, 두 번째 5년 기간의 Bulim 버스 패키지를 수여했다.Bulim 및 Mandai 패키지의 운영은 각각 2021년 5월과 9월에 재개하였다.만다이 버스 디포는 2020년 10월까지 Sembawang-Yishun 버스 패키지를 위해 타워 트랜싯 싱가포르로 넘어갔다.

## 노선
Tower Transit Singapore는 현재 Bukit Batok 및 Jurong East 버스 인터체인지에서 주로 Bulim Bus Depot 아래 클레멘티 버스 인터체인지에서 몇 가지 노선을 운영하는 Bulim 버스 패키지에 따라 29개의 버스 서비스를 운영하고 있다.또한 다양한 패키지로 제공되는 2개의 City Direct 서비스 651 및 663을 운영하고 있다.
타워 트랜싯 싱가포르는 2021년 5월 29일에 다른 기간 동안 Bulim 버스 패키지를 계속 운영할 것이며 SMRT 버스에서 타워 트랜싯으 653, 657, 944 번 노선을 이관받았다.그렇게 함으로써 서비스 665 및 974의 운영을 각각 SMRT 버스 및 SBS 트랜싯에 포기하게 된다.
타워 트랜싯은 2021년 9월 이후 불림 버스 30편, 셈 바왕-이슌 26편으로 총 56편의 버스를 운행할 예정이다.